# Zaleptus caeruleus
Zaleptus caeruleus is een hooiwagen uit de familie Sclerosomatidae.